# Roströd fältmätare
Roströd fältmätare (Xanthorhoe ferrugata) är en fjärilsart som beskrevs av Carl Alexander Clerck 1759. Xanthorhoe ferrugata ingår i släktet Xanthorhoe och familjen mätare, Geometridae. Arten är reproducerande i Sverige. Två underarter finns listade i Catalogue of Life, Xanthorhoe ferrugata bilbainensis Fuchs, 1898 och Xanthorhoe ferrugata malaisei Djakonov, 1929.

## Bildgalleri

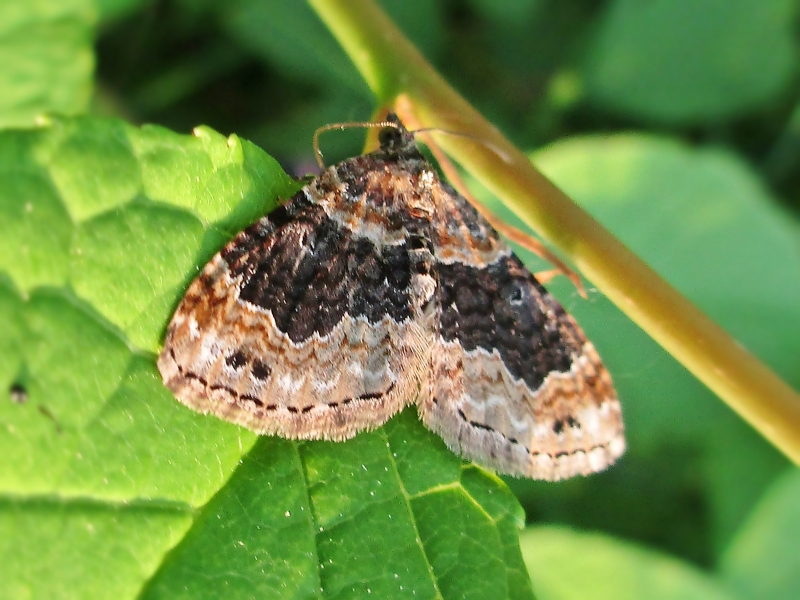
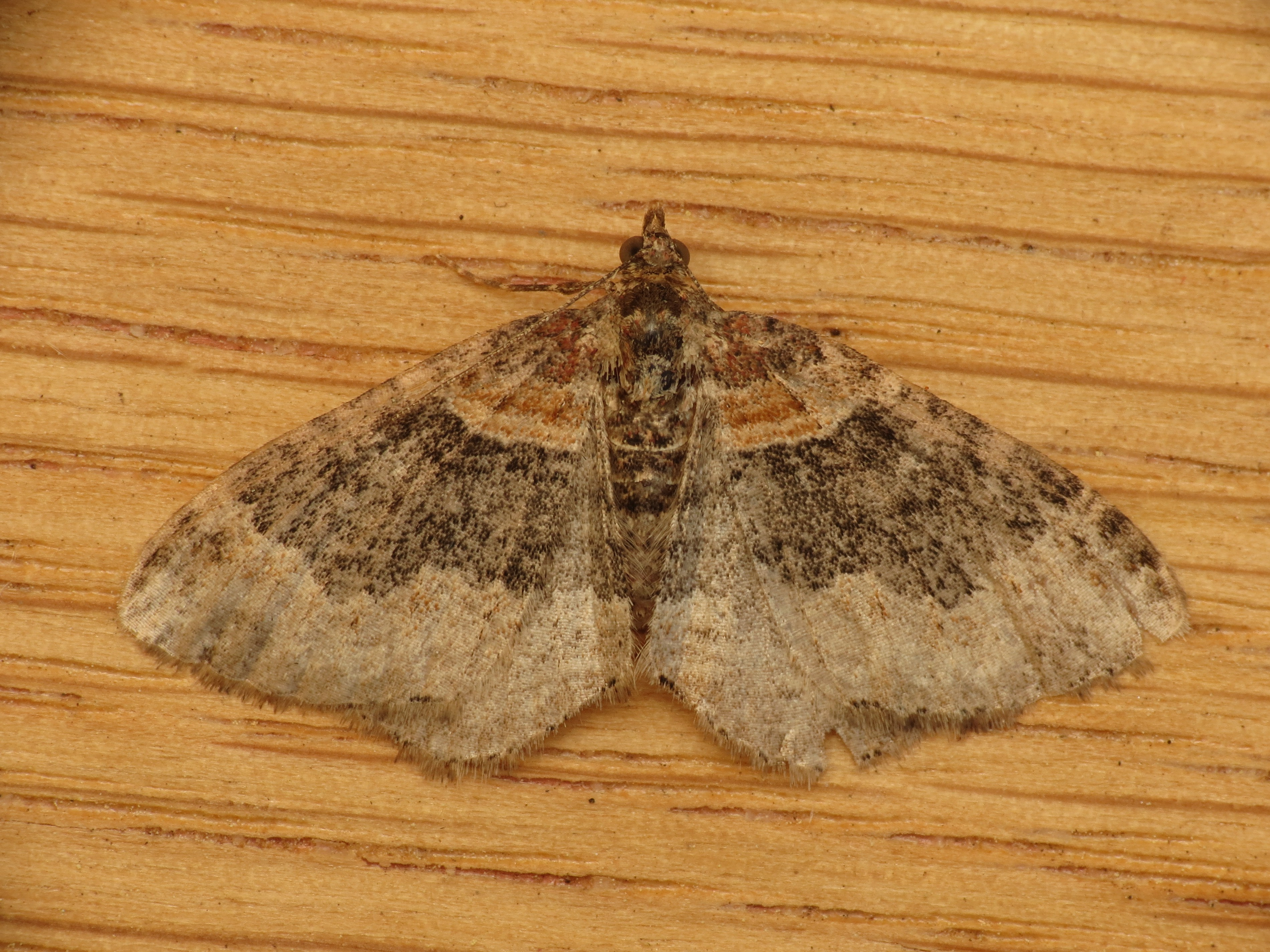
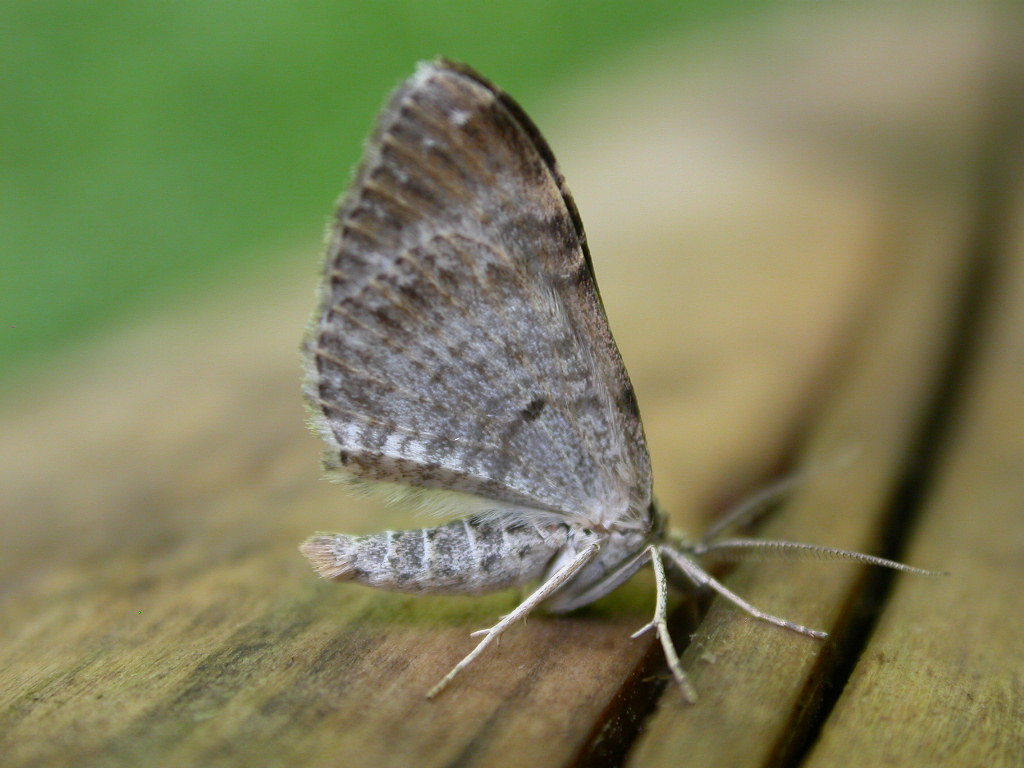
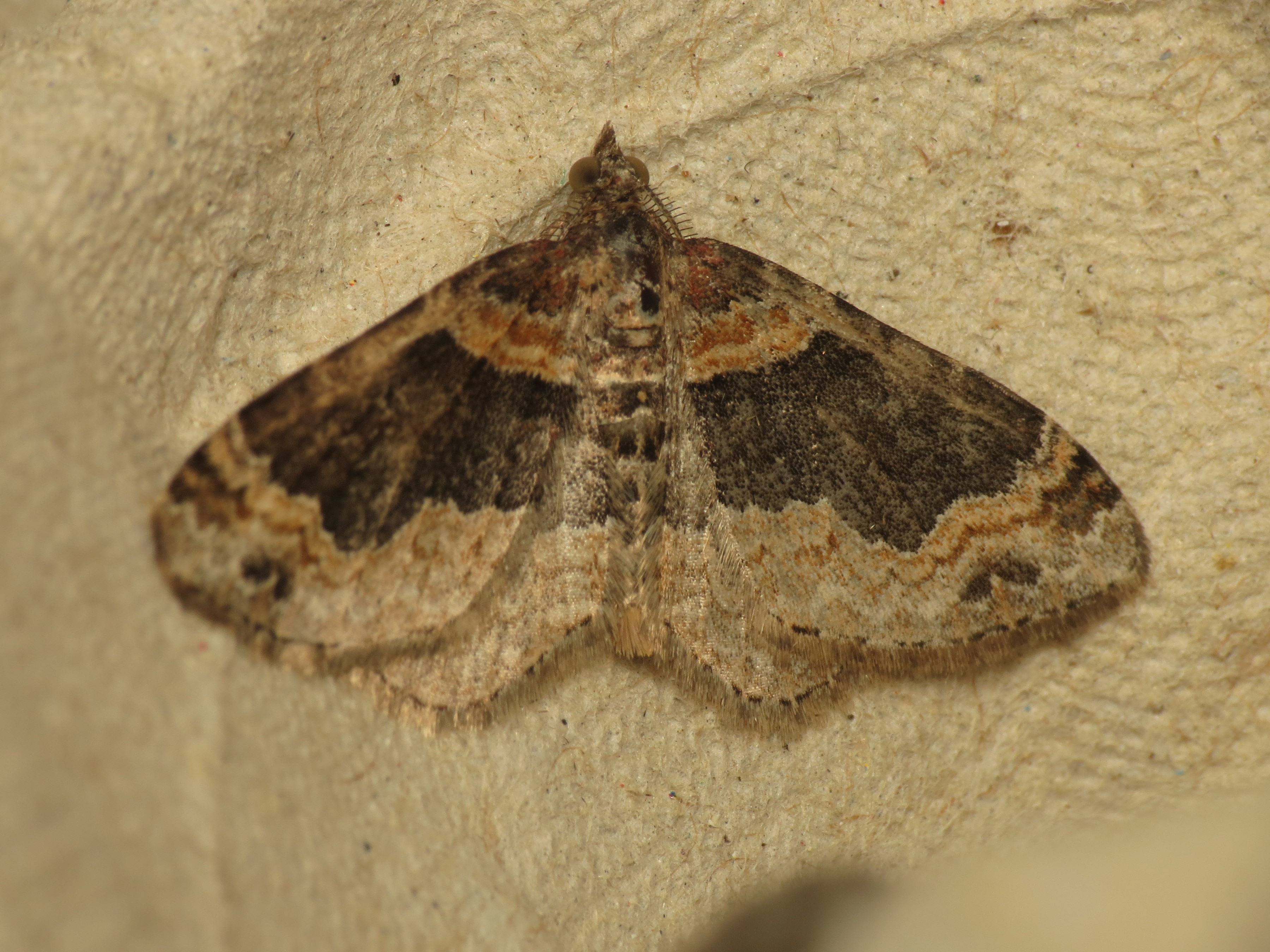
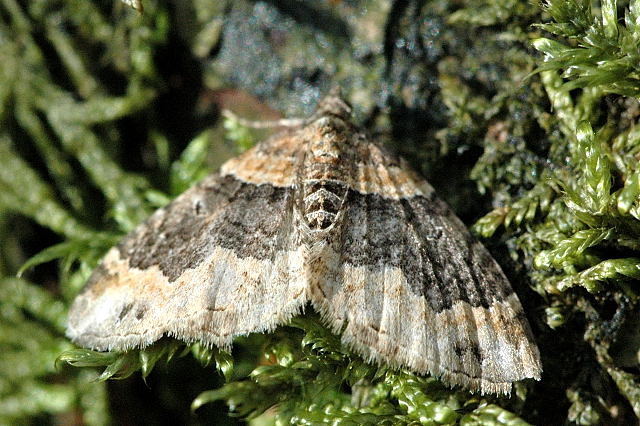
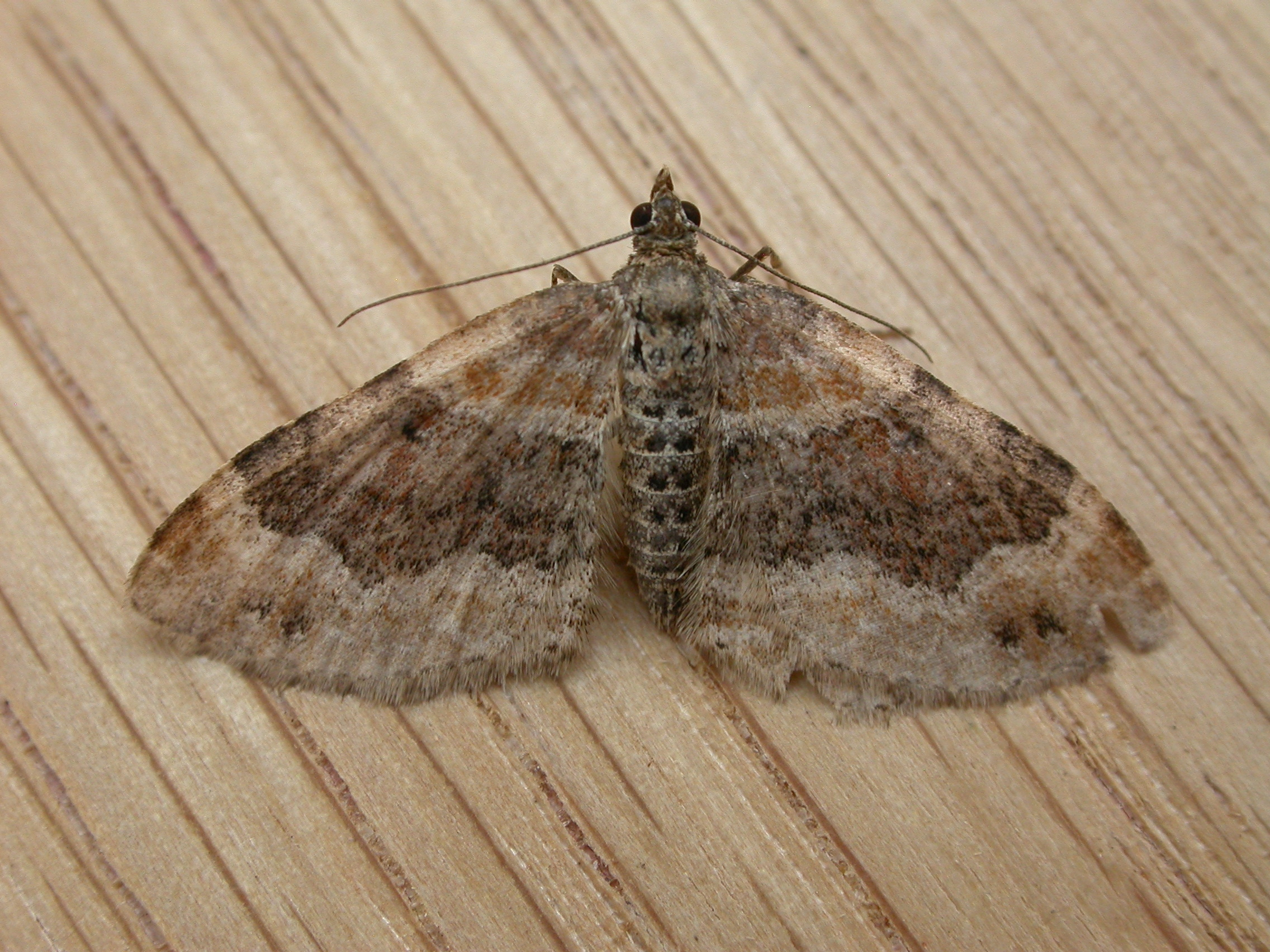